# Nerea del Campo Aguirre
Nerea del Campo Aguirre (Éibar, 17 de junio de 1971) es una filóloga española, cofundadora de la asociación contra la violencia de género Mujeres al Cuadrado y creadora del método del empalabramiento para empoderar a las mujeres por medio del aprendizaje de un idioma. 

## Biografía
Nerea del Campo comienza los estudios de Filología Románica en la década de los 90, que posteriormente interrumpe para licenciarse en Filología Hispánica quince años después. En este tiempo vivió entre Éibar y Santiago de Compostela y tuvo diferentes oficios: panadera, camarera, vigilante de seguridad, dependienta y limpiadora en oficinas.
En el año 2007 denuncia ser víctima de violencia de género. Después de su paso por la escuela de empoderamiento (Jabetze Eskola) y la terapia Hamairu en Pagorriaga renace y cofunda en Éibar la asociación Mujeres al Cuadrado en el 2010.
Interesada en la dialectología y en la enseñanza de la lengua, se formó en el Instituto Cervantes. A partir de esta formación, y fruto de su experiencia como voluntaria con mujeres migrantes, creó el "Empalabramiento", método que consiste en empoderar a dichas mujeres a través de la enseñanza de la lengua española.
Participa en jornadas y eventos relacionados con la violencia de género. Desde octubre de 2017 imparte el método del empalabramiento en varias localidades vascas.

## Obras
- Participa en el documental “Volar” dirigido por Bertha Gaztelumendi y presentado en el Zinemaldia 2017 por Emakunde-Instituto Vasco de la Mujer.[8][9]

## Premios y reconocimientos
- En el año 2016 recibe el premio Gure Balioak que otorga La agencia comarcal Debegesa, siendo la premiada más joven.[10][11]